# August Lindgren
August Ludvig Lindgren (Copenhaguen, 1 d'agost de 1883 – Copenhaguen, 1 de juny de 1945) va ser un futbolista danès que va competir a començaments del segle xx. Jugà com a centrecampista i davanter i en el seu palmarès destaca una medalla de plata en la competició de futbol dels Jocs Olímpics de Londres de 1908 i la d'or als Jocs Intercalats d'Atenes el 1906.
A la selecció nacional jugà un total de 4 partits, en què marcà tres gols.